# Jan Długosz
Jan Długosz  (pronunciació en : /jan dwuɡɔʂ/) (Nowa Brzeźnica, 1 de desembre de 1415 - Cracòvia, 19 de maig de 1480), també conegut en llatí com Johannes Longinus, va ser un sacerdot polonès, cronista, diplomàtic, soldat i secretari del bisbe Zbigniew Oleśnicki de Cracòvia. És considerat el primer historiador de Polònia.

## Biografia

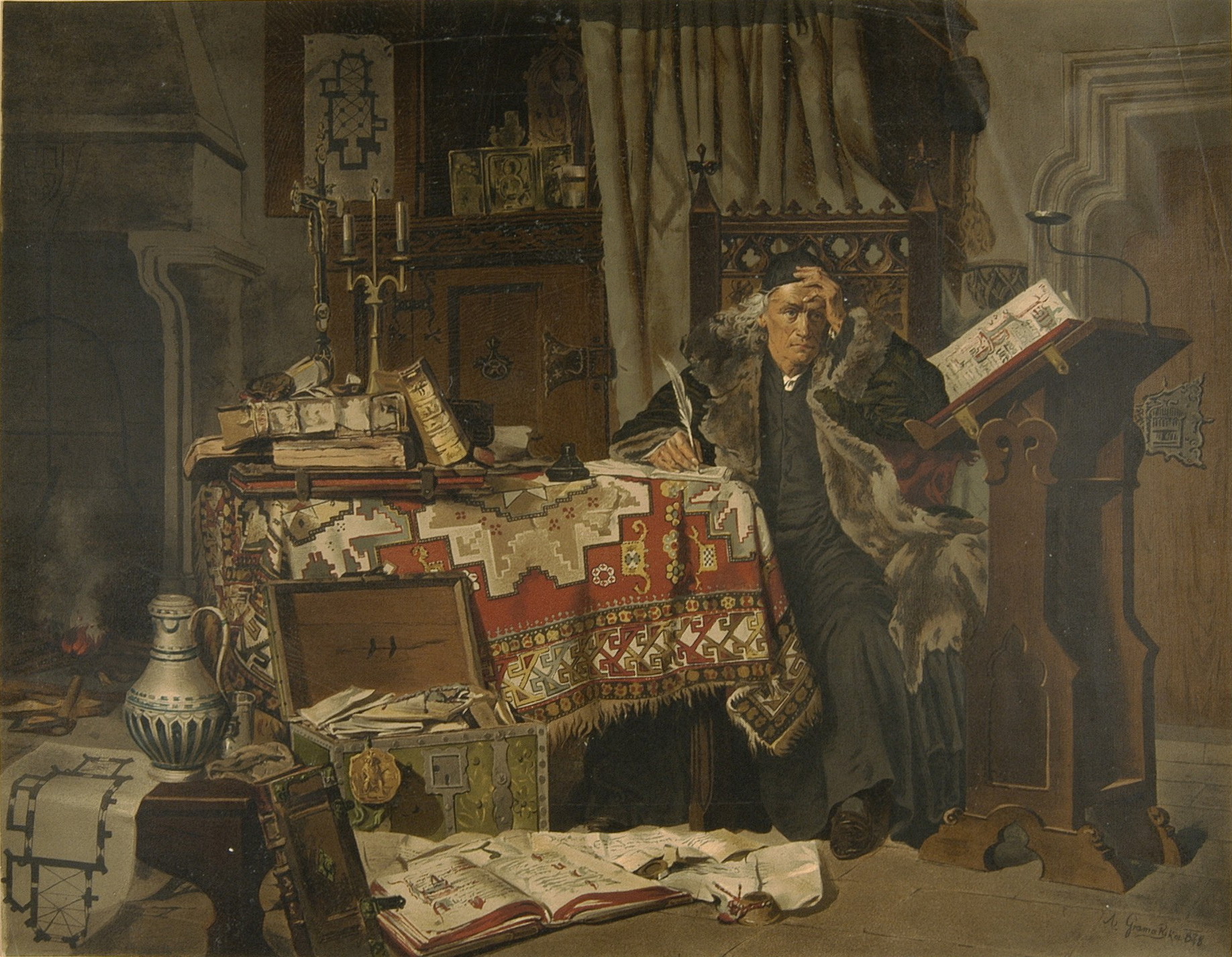
Jan Długosz

Jan Długosz és conegut pels seus Annales seu cronici incliti regni poloniae (Anals o Cròniques del Famós Regne de Polònia) en 12 volums i en llengua llatina, cobrint esdeveniments en el sud-est d'Europa, però també a l'Europa Occidental, de 965 a 1480, any en què va morir. Długosz va combinar característiques de cròniques medievals amb elements d'historiografia humanística. Per escriure la història del Regne de Polònia, Długosz també va utilitzar cròniques rutenianes (russes), incloent-hi aquelles que no van sobreviure als nostres temps (entre les que es podria haver utilitzat la col·lecció de cròniques de Kíiv del segle XI en l'edició de Przemyśl al voltant de 1100 i les col·leccions episcopals de Przemysl de 1225–40).
La seva obra es va imprimir per primera vegada el 1701-1703. Va ser imprès originalment a la impremta Jan Szeliga de Dobromyl finançada per Jan Szczęsny Herburt. Sempre que Jan Długosz es molesta a esmentar-se a si mateix al llibre, escriu d'ell mateix en tercera persona. Pertanyia a l'escut de Wieniawa.
Długosz va ser canonge a Cracòvia, educat a la Universitat de Cracòvia. Va ser enviat pel rei Casimir IV Jagelló de Polònia en missions diplomàtiques a les corts papals i Imperials, i va participar en les negociacions del rei amb els cavallers teutons durant la Guerra dels Tretze Anys (1454–66) i en les negociacions de pau.
L'any 1434, l'oncle de Długosz, el primer pastor de Kłobuck, el va nomenar per assumir el seu càrrec de canonge de l'església de Sant Martí allà. La ciutat es trobava al territori d'Opole de Silèsia, però recentment havia estat conquerida per Ladislau II Jagelló. Długosz va romandre fins al 1452 i, mentre hi va haver, va fundar el monestir canònic.
L'any 1450, Długosz va ser enviat per la reina Sofia d'Halshany i el rei Casimir per dur a terme negociacions de pau entre Joan Hunyadi i el noble bohemi Jan Jiskra de Brandýs, i després de sis dies de converses els va convèncer de signar una treva.
El 1455, a Cracòvia, es va estendre un incendi que va destruir gran part de la ciutat i el castell, però que va salvar Długosz House.
El 1461 una delegació polonesa que incloïa Długosz es va reunir amb emissaris de Jordi de Podebrady a Bytom, Silèsia. Després de sis dies de converses, van concloure una aliança entre les dues faccions. El 1466 Długosz va ser enviat a Breslau, per intentar obtenir la seguretat que el llegat no estava esbiaixat a favor dels cavallers teutons. Va tenir èxit, i el 1467 se li va encarregar la tutorització del fill del rei.
Długosz va rebutjar l'oferta de l'arquebisbat de Praga, però poc abans de la seva mort va ser nomenat arquebisbe de Lviv. Aquesta nominació només va ser confirmada pel papa Sixt IV el 2 de juny de 1480, dues setmanes després de la seva mort.
La seva obra Banderia Prutenorum de 1448 és la seva descripció de la batalla de Grunwald de 1410, que va tenir lloc entre els pobles de Grunwald i Stębark.
En algun moment de la seva vida, Długosz va traduir lliurement la Chronica nova Prutenica de Wigand de Marburg de l'alt alemany mitjà al llatí, però amb molts errors i confusió de noms i llocs.

## Obres
- Liber beneficiorum dioecesis Cracoviensis
- Annales seu cronicae incliti Regni Poloniae (Annals o cròniques del famós regne de Polònia)

Roczniki, czyli kroniki sławnego Królestwa Polskiego (nova traducció polonesa dels Annals, 1961–2006)
The Annals of Jan Dlugosz (traducció a l'anglès de les seccions clau de l'obra,ISBN 1-901019-00-4)
- Historiae Polonicae libri xii (Històries poloneses, en dotze llibres; escrit 1455–80; publicat per primera vegada entre 1711–12, en 2 volums)